# 若林瑠星
若林 瑠星（わかばやし りゅうせい、2001年1月6日 - ）は、日本の子役である。
神奈川県出身。2009年まで相澤瑠星という名でテアトルアカデミー・劇団コスモスに、その後若林瑠星という名でムーン・ザ・チャイルドに所属していた。

## 出演

### テレビドラマ
- 愛の劇場 よい子の味方（2004年、TBS）
- 嫌われ松子の一生（2006年、TBS）孤児院の児童 役
- 今週、妻が浮気します（2007年、フジテレビ）友達 役
- ウルトラマンメビウス 第48-49話（2007年、TBS）男の子 役
- 恋する日曜日 明日の笑顔（2007年、BS-i）学童の少年 役
- 月曜ゴールデン 駅弁刑事・神保徳之助2（2008年、TBS）佐川哲夫（幼少） 役
- ハチミツとクローバー 第5話（2008年、フジテレビ）竹本祐太（幼少） 役
- 小児救命 第4話（2008年、テレビ朝日）患者 役
- 小公女セイラ 第6話（2009年、TBS）亜蘭由紀夫（幼少） 役
- トミカヒーロー レスキューファイアー 第50話（2010年、テレビ愛知/テレビ東京系列）子ども 役

### CM
- 日本自動車連盟JAF（2005年）
- マクドナルド ハッピーセット BIG DOG（2006年）
- トヨタ・ノア（2007年6月 - 2009年8月）
- セブンイレブン サンドイッチ（2007年）

### スチル
- フレーベル館 '06冬号カタログ

### 劇場版アニメ
- 宇宙ショーへようこそ